# Cas Peters
Cas Peters (Oldenzaal, 13 maggio 1993) è un calciatore olandese, attaccante del FSV Francoforte.

## Caratteristiche tecniche
È un centravanti.

## Carriera
Cresciuto nelle giovanili del Twente, ha esordito il 17 agosto 2012 con la maglia del Go Ahead Eagles in occasione di un match di campionato pareggiato 2-2 contro il De Graafschap.

## Statistiche

### Presenze e reti nei club
Statistiche aggiornate al 7 giugno 2018.
| Stagione        | Squadra         | Campionato      | Campionato | Campionato | Coppe nazionali | Coppe nazionali | Coppe nazionali | Coppe continentali | Coppe continentali | Coppe continentali | Altre coppe | Altre coppe | Altre coppe | Totale | Totale | Totale |
| Stagione        | Squadra         | Comp            | Pres       | Reti       | Comp            | Pres            | Reti            | Comp               | Pres               | Reti               | Comp        | Pres        | Reti        | Pres   | Reti   |        |
| --------------- | --------------- | --------------- | ---------- | ---------- | --------------- | --------------- | --------------- | ------------------ | ------------------ | ------------------ | ----------- | ----------- | ----------- | ------ | ------ | ------ |
| 2012-2013       | Go Ahead Eagles | 1D              | 30+6       | 4+1        | CO              | 3               | 1               |                    | -                  | -                  |             | -           | -           | 39     | 6      |        |
| 2013-2014       | Jong Twente     | 1D              | 27         | 7          |                 | -               | -               |                    | -                  | -                  |             | -           | -           | 27     | 7      |        |
| 2014-2015       | Emmen           | 1D              | 36+2       | 23+0       | CO              | 2               | 1               |                    | -                  | -                  |             | -           | -           | 40     | 24     |        |
| 2015-2016       | De Graafschap   | ED              | 29+3       | 5+0        | CO              | 0               | 0               |                    | -                  | -                  |             | -           | -           | 32     | 5      |        |
| 2016-2017       | Emmen           | 1D              | 36+3       | 14+0       | CO              | 1               | 1               |                    | -                  | -                  |             | -           | -           | 40     | 15     |        |
| 2017-2018       | Emmen           | 1D              | 38+4       | 17+0       | CO              | 1               | 0               |                    | -                  | -                  |             | -           | -           | 43     | 17     |        |
| ago. 2018       | Emmen           | 1D              | 1          | 0          | CO              | 0               | 0               |                    | -                  | -                  |             | -           | -           | 1      | 0      |        |
| Totale carriera | Totale carriera | Totale carriera | 215        | 71         |                 | 7               | 3               |                    | -                  | -                  |             | -           | -           | 222    | 74     |        |